# Zone de défense et de sécurité

Emblème de la Zone de défense et de sécurité Paris (SGZDS).

Une zone de défense et de sécurité est une circonscription administrative française spécialisée dans l'organisation de la sécurité nationale et de la défense civile et économique. 
Les zones de défense et de sécurité font partie de l'« organisation territoriale interarmées de la défense » (OTIAD). En métropole, chaque zone de défense comprend une à quatre régions. 

## Historique
Les zones de défense sont créées par le décret no 50‑1189 du 29 septembre 1950 relatif à l'organisation de la défense en surface du territoire métropolitain, pour regrouper alors plusieurs régions militaires. Le nombre de ces zones est fixé à quatre par le décret no 51‑742 du 13 juin 1951. 
Leur rôle est redéfini par le titre IV de l'ordonnance no 59‑147 du 7 janvier 1959 portant organisation générale de la défense, et notamment par l'article 23.  
Le décret no 62‑207 du 24 février 1962 puis le décret no 67‑897 du 12 octobre 1967 précisent leur organisation et leur rôle. 
Elles sont réformées en 1978, 1991 et en 2000, et sont aujourd'hui régies par le titre Ier du livre II de la première partie du Code de la Défense et par le chapitre 2 du titre II du livre Ier du Code de la sécurité intérieure.
Les réformes de 2009 (loi de programmation militaire du 29 juillet 2009) et de 2010 (décrets nos 2010‑224 et 2010‑225 du 4 mars 2010) changent la dénomination de ces zones devenues « zone de défense et de sécurité ».

## Principe
La zone de défense et de sécurité est un échelon territorial, voué à trois missions principales :
- l'élaboration des mesures civilo-militaire de défense (la circonscription militaire de défense coïncide avec la zone),
- la coordination des moyens de sécurité civile dans la zone,
- l'administration d'un certain nombre de moyens de la police nationale, de la Gendarmerie nationale et d'autres services locaux du ministère de l'Intérieur.

## Organisation administrative
Chaque zone de défense et de sécurité métropolitaine est dirigée par un préfet de zone de défense et de sécurité, qui est le préfet de région du siège de la zone. Pour la zone de Paris, il s'agit du préfet de police. 
Outre-mer, les zones sont placées sous l'autorité du représentant de l'État dans le territoire où la zone à son siège, le préfet (haut-commissaire dans les collectivités d'outre-mer).
Le préfet de zone est assisté dans ses missions de défense et de sécurité par un haut fonctionnaire. Ce haut fonctionnaire, membre du corps préfectoral, porte le titre de secrétaire général de zone de défense et de sécurité dans les zones de Paris et Sud, et de préfet délégué pour la défense et la sécurité dans les autres zones.
L'officier général de zone de défense et de sécurité (OGZDS) est placé sous l'autorité directe du chef d'état-major des armées (CEMA). Il exerce les responsabilités de conseiller militaire du préfet de zone de défense et de sécurité. Lorsque le siège d'une zone de défense et de sécurité est aussi une ville de garnison, l'officier général de zone de défense et de sécurité est gouverneur militaire.
Un état-major interministériel de zone de défense et de sécurité (EMIZ) prépare et met en œuvre les mesures concourant à la sécurité nationale, notamment en matière de sécurité civile, sécurité intérieure, sécurité économique et de gestion de crise. Il est placé sous l'autorité du Préfet de la zone de défense et de sécurité. Un chef d'état-major interministériel de zone (CEMIZ) le dirige. L'organe opérationnel d'un EMIZ est son centre opérationnel de zone (COZ), qui recueille, analyse et diffuse en permanence l'information de sécurité nationale au Préfet de la zone de défense et de sécurité ainsi qu'au Ministère de l'Intérieur et des Outre-Mer (MIOM), via le centre opérationnel de la gestion interministériel des crises (COGIC). Le COZ coordonne en permanence l'ensemble des moyens de sa zone de défense et de sécurité.
Chaque zone de défense et de sécurité comprend aussi un comité interarmées de zone de défense, dont l'organisation est fixée par l'arrêté du 4 avril 2001.
Le comité de défense de zone comprend, sous la présidence du préfet de zone :
- le préfet délégué pour la défense et la sécurité ;
- les préfets de départements de la zone ainsi que, pour la zone Sud, le préfet de police des Bouches-du-Rhône ;
- le directeur régional des finances publiques du chef-lieu de la zone ;
- l'officier général de zone de défense et de sécurité ;
- le général commandant la zone Terre ;
- l'amiral commandant l'arrondissement maritime, s'il y a lieu ;
- le général commandant territorial de l'armée de l'air et de l'espace ;
- le général commandant la défense aérienne et les opérations aériennes[1] ;
- le général commandant la Gendarmerie pour la zone de défense et de sécurité ;
- le chef d'état-major de zone de défense et de sécurité ;
- les chefs de service de la police nationale désignés par le préfet de zone ;
- les délégués de zone de défense et de sécurité au sein des services déconcentrés des différents ministères ;
- le directeur général de l'agence régionale de santé de zone.

Le préfet de zone s'appuie également sur une conférence de sécurité intérieure qui réunit : 
- les préfets de région et de département de la zone ainsi que, pour la zone Sud, le préfet de police des Bouches-du-Rhône ;
- le général commandant la Gendarmerie pour la zone de défense et de sécurité ;
- le préfet délégué pour la défense et la sécurité (PDDS) ou le secrétaire général de zone de défense et de sécurité (SGZD) ;
- le chef d'état-major interministériel de zone (CEMIZ) ;
- les directeurs zonaux et interrégionaux de la police nationale.

Les autres membres civils du comité de défense de zone y participent à la demande du préfet de zone. 
Relèvent de l'autorité du préfet de zone et du haut fonctionnaire qui l'assiste, l'EMIZ ou le secrétariat général de zone de défense et de sécurité, ainsi que le secrétariat général pour l'administration du ministère de l'intérieur (SGAMI).

## Attributions
Pouvoirs de police administrative
Le préfet de zone de défense et de sécurité dispose de pouvoirs de police générale et spéciale en temps de crise et hors crise.

### En temps normal
En temps normal, le préfet de zone de défense et de sécurité est le principal responsable « des efforts non militaires prescrits en vue de la défense ». Dans ce cadre, il exerce de nombreuses attributions listées à l'article R*122-4 du Code de la sécurité intérieure.
Il est notamment chargé de la préparation de la défense en liaison avec les hauts fonctionnaires de défense et de sécurité des différents ministères. 
Il prépare les plans de défense économique et de répartition des ressources. 
Il est chargé de coordonner, en vue de la défense et de la sécurité civile, l'action des préfets de région et de département de la zone. 
Le préfet de zone prépare également le Plan Orsec de zone et coordonne la préparation des autres plans Orsec, tels que prévus à l'article L.741-1 du Code de la sécurité intérieure. Il organise également les exercices liés à la défense et à la sécurité civile. 
Il dispose des forces mobiles de police que sont la Gendarmerie mobile et les compagnies républicaines de sécurité. 
Le préfet de zone de défense et sécurité a également des missions d'administration générale, de logistique et de mutualisation de moyens pour les préfectures et les services de police et de gendarmerie pour lesquelles il s'appuie sur le secrétariat général pour l'administration du ministère de l'intérieur.

### En cas de crise
En cas de crise, le préfet de zone exerce une mission de coordination et peut disposer de pouvoirs particuliers. Il « prend les mesures de coordination nécessaires lorsque intervient une situation de crise ». La crise se caractérise soit par le fait qu'un évènement a des conséquences dans plusieurs départements ou que sa réponse nécessite des moyens qu'un département ne peut fournir seul, ou encore que les communications avec le Gouvernement sont impossibles ou rendues très difficiles. Il peut s'agir d'une situation de guerre étrangère, de troubles intérieurs, d'un accident de grande ampleur ou d'une catastrophe naturelle. 
Dans de tels cas, le préfet de zone met en place une ou des dispositions générales ou spécifiques du Plan Orsec de zone et, si nécessaire, celles du Plan Polmar-Terre. 
Si nécessaire, il peut mettre à disposition d'un département des forces de police ou de l'armée relevant d'un autre département de la zone (une intervention du Gouvernement est nécessaire pour les faire passer d'une zone à une autre). 
Dans des cas particuliers, quand « les circonstances mettent en cause la sûreté de l'État sur tout ou partie du territoire », le Premier ministre peut accorder au préfet de zone des pouvoirs exceptionnels : 
- les préfets de région et de département sont placés sous son autorité directe ;
- le préfet de zone contrôle l'ensemble des services déconcentrés ;
- il peut suspendre les fonctionnaires et agents contractuels de leurs fonctions ;
- il peut exercer le droit de réquisition des personnes et des biens.

Enfin, si les communications avec le Gouvernement étaient interrompues, en particulier outre-mer, le préfet de zone a autorité pour prescrire la mise en garde, c'est-à-dire pour mettre en vigueur les mesures de défense et de sécurité arrêtées, et engager la mobilisation des forces armées disponibles dans la zone.

## Liste des zones de défense et de sécurité

### De1967à1978
Le décret no 67-897 du 12 octobre 1967 prévoyait sept zones de défense en métropole.
| Nom       | Siège     | Ressort territorial                                   |
| --------- | --------- | ----------------------------------------------------- |
| Paris     | Paris     | Région parisienne, Centre                             |
| Nord      | Lille     | Nord, Picardie, Haute-Normandie                       |
| Ouest     | Rennes    | Bretagne, Basse-Normandie, Pays de la Loire           |
| Sud-Ouest | Bordeaux  | Aquitaine, Poitou-Charentes, Limousin, Midi-Pyrénées  |
| Sud       | Marseille | Languedoc, Provence-Côte d'Azur (y.c. Corse)          |
| Sud-Est   | Lyon      | Auvergne, Rhône-Alpes                                 |
| Est       | Metz      | Alsace, Champagne, Lorraine, Bourgogne, Franche-Comté |

### De1978à1991
Le décret no 78-36 du 7 janvier 1978 a fusionné les zones Sud-Est et Sud.
| Nom       | Siège    | Ressort territorial                                           |
| --------- | -------- | ------------------------------------------------------------- |
| Paris     | Paris    | Île-de-France, Centre                                         |
| Nord      | Lille    | Nord-Pas-de-Calais, Picardie, Haute-Normandie                 |
| Ouest     | Rennes   | Bretagne, Basse-Normandie, Pays de la Loire                   |
| Sud-Ouest | Bordeaux | Aquitaine, Poitou-Charentes, Limousin, Midi-Pyrénées          |
| Sud-Est   | Lyon     | Auvergne, Corse, Languedoc, Provence-Côte d'Azur, Rhône-Alpes |
| Est       | Metz     | Alsace, Champagne, Lorraine, Bourgogne, Franche-Comté         |

### De1991à2000
Le décret no 91-664 du 14 juillet 1991 prévoyait neuf zones de défense en métropole.
| Nom          | Siège     | Ressort territorial                                          | Préfet de zone                                                    |
| ------------ | --------- | ------------------------------------------------------------ | ----------------------------------------------------------------- |
| Paris        | Paris     | Île-de-France                                                | Préfet de police de Paris                                         |
| Nord         | Lille     | Nord-Pas-de-Calais, Picardie                                 | Préfet du Nord-Pas-de-Calais, préfet du Nord                      |
| Ouest        | Rennes    | Basse-Normandie, Bretagne, Haute-Normandie, Pays de la Loire | Préfet de Bretagne, préfet d'Ille-et-Vilaine                      |
| Centre-Ouest | Orléans   | Centre, Limousin, Poitou-Charentes                           | Préfet du Centre, préfet du Loiret                                |
| Sud-Ouest    | Bordeaux  | Aquitaine, Midi-Pyrénées                                     | Préfet de l'Aquitaine, préfet de la Gironde                       |
| Sud          | Marseille | Corse, Languedoc-Roussillon, Provence-Alpes-Côte d'Azur      | Préfet de Provence-Alpes-Côte d'Azur, préfet des Bouches-du-Rhône |
| Sud-Est      | Lyon      | Auvergne, Rhône-Alpes                                        | Préfet de Rhône-Alpes, préfet du Rhône                            |
| Centre-Est   | Dijon     | Bourgogne, Franche-Comté                                     | Préfet de Bourgogne, préfet de la Côte-d'Or                       |
| Est          | Metz      | Alsace, Champagne-Ardenne, Lorraine                          | Préfet de Lorraine, préfet de la Moselle                          |

### De2000à2015
Le décret no 2000-555 du 21 juin 2000 a supprimé :

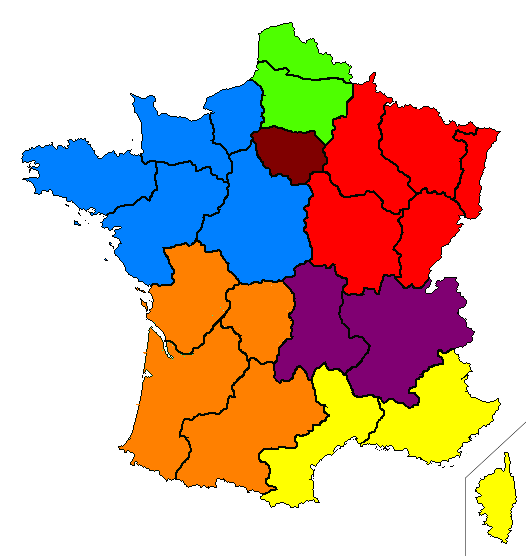
Division des zones de commandement de 2000 à 2015.

- la zone Centre-Ouest (siégeant à Orléans) dans les zones Ouest et Sud-Ouest ;
- la zone Centre-Est (siégeant à Dijon) dans la zone Est.

| Nom | Nom       | Siège     | Ressort territorial                                                  | Préfet de zone                                                    |
| --- | --------- | --------- | -------------------------------------------------------------------- | ----------------------------------------------------------------- |
|     | Paris     | Paris     | Île-de-France                                                        | Préfet de police de Paris                                         |
|     | Nord      | Lille     | Nord-Pas-de-Calais, Picardie                                         | Préfet du Nord-Pas-de-Calais, préfet du Nord                      |
|     | Ouest     | Rennes    | Basse-Normandie, Bretagne, Centre, Haute-Normandie, Pays de la Loire | Préfet de Bretagne, préfet d'Ille-et-Vilaine                      |
|     | Sud-Ouest | Bordeaux  | Aquitaine, Limousin, Midi-Pyrénées, Poitou-Charentes                 | Préfet de l'Aquitaine, préfet de la Gironde                       |
|     | Sud       | Marseille | Corse, Languedoc-Roussillon, Provence-Alpes-Côte d'Azur              | Préfet de Provence-Alpes-Côte d'Azur, préfet des Bouches-du-Rhône |
|     | Sud-Est   | Lyon      | Auvergne, Rhône-Alpes                                                | Préfet de Rhône-Alpes, préfet du Rhône                            |
|     | Est       | Metz      | Alsace, Bourgogne, Champagne-Ardenne, Franche-Comté, Lorraine        | Préfet de Lorraine, préfet de la Moselle                          |

### Depuis2016
Pour adapter la carte des zones à la nouvelle délimitation des régions, le décret no 2015-1625 du 10 décembre 2015 élargit la zone Sud et déplace le chef-lieu de la zone Est de Metz à Strasbourg à compter du 1er janvier 2016 (les services de la préfecture de la zone Est restent cependant localisés à Metz).
La liste des zones de défense et de sécurité de métropole est fixée par l'article R.1211-4 du Code de la Défense.
| Nom | Nom       | Siège      | Ressort territorial                                        | Préfet de zone                                                    |
| --- | --------- | ---------- | ---------------------------------------------------------- | ----------------------------------------------------------------- |
|     | Paris     | Paris      | Île-de-France                                              | Préfet de police de Paris                                         |
|     | Nord      | Lille      | Hauts-de-France                                            | Préfet des Hauts-de-France, préfet du Nord                        |
|     | Ouest     | Rennes     | Bretagne, Centre-Val de Loire, Normandie, Pays de la Loire | Préfet de Bretagne, préfet d'Ille-et-Vilaine                      |
|     | Sud-Ouest | Bordeaux   | Nouvelle-Aquitaine                                         | Préfet de Nouvelle-Aquitaine, préfet de la Gironde                |
|     | Sud       | Marseille  | Corse, Occitanie, Provence-Alpes-Côte d'Azur               | Préfet de Provence-Alpes-Côte d'Azur, préfet des Bouches-du-Rhône |
|     | Sud-Est   | Lyon       | Auvergne-Rhône-Alpes                                       | Préfet d'Auvergne-Rhône-Alpes, préfet du Rhône                    |
|     | Est       | Strasbourg | Grand Est, Bourgogne-Franche-Comté                         | Préfet du Grand Est, préfet du Bas-Rhin                           |

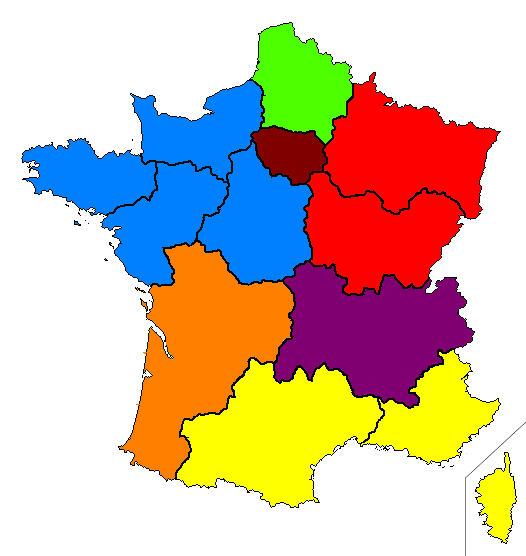
Division des zones de commandement depuis 2016.

La France d'outre-mer est également divisée en zones de défense et de sécurité, dont la liste est fixée à l'article R.1681-2 du Code de la Défense déplacé en 2021 à l'article R.1211-8. Les hauts fonctionnaires de zone de défense et de sécurité sont les préfets et les hauts commissaires. 
Seul Saint-Pierre-et-Miquelon ne fait partie d'aucune zone, bien qu'y soient installés une administration territoriale de santé, un service local de la Direction générale des Douanes et Droits indirects, un service local de la Direction nationale de la Police aux frontières, un service local de la Direction générale de l'Aviation civile, un commandement de la gendarmerie outre-mer, ainsi qu'un patrouilleur de la Marine nationale subordonné depuis 2011 au commandant de la zone maritime Atlantique (CECLANT), basé à Brest ; l'action des services de défense et de sécurité de l'État sont coordonnés localement, en concertation avec le chef de l'exécutif local du territoire, par le préfet de Saint-Pierre-et-Miquelon.
| Nom                   | Siège          | Ressort territorial                                                             | Haut fonctionnaire de zone de défense et de sécurité     |
| --------------------- | -------------- | ------------------------------------------------------------------------------- | -------------------------------------------------------- |
| Antilles              | Fort-de-France | Guadeloupe, Martinique, Saint-Barthélemy, Saint-Martin                          | Préfet de la Martinique                                  |
| Guyane                | Cayenne        | Guyane                                                                          | Préfet de Guyane                                         |
| Sud de l'Océan Indien | Saint-Denis    | La Réunion, Mayotte, Terres australes et antarctiques françaises                | Préfet de La Réunion                                     |
| Nouvelle-Calédonie    | Nouméa         | Nouvelle-Calédonie, Wallis-et-Futuna                                            | Haut-commissaire de la République en Nouvelle-Calédonie  |
| Polynésie française   | Papeete        | Polynésie française ; Île Clipperton (par délégation du ministre des Outre-Mer) | Haut-commissaire de la République en Polynésie française |